# Genitori in blue-jeans
Genitori in blue-jeans è un film del 1960 diretto da Camillo Mastrocinque.
Il film ruota attorno a quella che per l'Italia del dopoguerra era probabilmente la prima generazione di "Peter Pan" ante litteram, uomini e donne di mezza età che non sono più disposti ad accettare le rigide regole della società puritana di inizio '900 dimostrandosi spesso più irresponsabili dei loro stessi figli lanciandosi in notti brave, avventure sentimentali e burrascose riconciliazioni coniugali, il tutto condito dal benessere economico negli anni del cosiddetto boom.

## Trama
Giuseppe Grimaldi è il proprietario, molto tirchio, di una sartoria rinomata in Roma. Tuttavia frequenta persone d'alto rango e lì cominciano le sue disavventure: frequenta Vanna, i quali amici la vorrebbero sposata con lui, i consorti Mario e Lisa, Giorgio e Gianni, innamorato di Colette. Per una serie di equivoci e divertenti situazioni di tradimenti e rivelazioni, Peppino e Mario si recano a Parigi dove si danno alla pazza gioia e incontrano una nuova moglie per il sarto: l'inglese Margaret; mentre Mario si diverte a esporre i modelli di Lisa per i suoi affari. Quando Lisa lo scopre son botte da orbi, mentre a Roma si festeggiano le nozze di Giuseppe.
In fine l'ennesimo tiro mancino del più burlone del gruppo, che questa volta arriva addirittura a simulare un infarto e fingersi morto sul letto di ospedale. Scoperto l'inganno, i più che 40enni apparentemente rinsaviti per lo spavento preso, saltano in auto e si danno appuntamento, in piena notte, al centro di Roma per ricominciare da capo i loro bagordi.